# فيلي جارنر
فيلي جارنر (بالإنجليزية: Willie Garner)‏ (24 يوليو 1955 في المملكة المتحدة - ) هو مدرب كرة قدم ولاعب كرة قدم بريطاني في مركزي الدفاع وقلب الدفاع. لعب مع نادي أبردين ونادي روتشديل ونادي سلتيك ونادي ألوا أثليتيك وNewtongrange Star F.C. ‏ وCove Rangers F.C. ‏ وCraigroyston F.C. ‏ وبيرويك راينجرز وF.C. Stoneywood ‏ ونادي كيث ‏.

## وصلات خارجية
- فيلي جارنر على موقع قاعدة بيانات كرة القدم.إي يو (الإنجليزية)